# Club Atlético Deportivo O Loureiro
El Club Atlético Deportivo O Loureiro es un equipo de fútbol sala de la localidad coruñesa de Cesuras, España fundado en 1997. Actualmente juega en la Primera Nacional B (cuarta categoría), aunque hasta hace poco jugaba en la División de Plata LNFS.
Fue fundado en 1997 por un grupo de profesores ligados al Colegio de Cesuras, con el objetivo de dar salida a sus alumnos tanto en la disciplina del fútbol sala como en modalidades del atletismo como el cross. Su trayectoria fue meteórica. A cada ascenso por año, consiguió situarse en la Primera Nacional A en el año 2002. En su primera participación en la tercera categoría nacional, consiguió el ascenso a la División de Plata tras imponerse en la promoción al Sport Sala Villaverde de Madrid.
En su primera experiencia en el fútbol sala profesional (temporada 2003/2004), el equipo lo conformaban al cien por cien jugadores de la comarca coruñesa. Su entrenador, hasta el mes de febrero, fue José Carlos Martín, más conocido como Chipi. David Rivas, exportero del histórico Chaston, fue sus sustituto en el citado segundo mes del año. El equipo finalizó en la zona media de la tabla, y entre los logros individuales cabe destacar el galardón de máximo goleador de todas las categorías nacionales obtenido por Pablo Iglesias (en la actualidad en el O Parrulo Ferrol) tras anotar 54 dianas. Iván Buxía, Ivancito, Yubero, Xabi Gómez, Rianxo, Luis Ángel, Mateo, Javi Alvéndiz, Pablo Iglesias, Manitas y Alberto Buxía fueron sus componentes más importantes.
Durante el verano del 2004, el club vivió su primer punto de inflexión. La LNFS decidió expulsarlos de la Liga, junto a otros clubes, porque su pabellón no cumplía los requisitos mínimos exigibles para la celebración de partidos en la División de Plata. Finalmente estos equipos fueron readmitidos y el club, aprovechando este aviso y buscando mayores apoyos económicos, decidió trasladarse a la ciudad de La Coruña, ciudad que había quedado huérfana de fútbol sala tras el descenso de la División de Honor por motivos extradeportivos del Egasa COruña.
Manuel del Castillo Coello (en la actualidad entrenador del Viajes Amarelle de la División de Plata femenina de fútbol sala) fue el encargado para llevar la dirección técnica del equipo. Su conocimiento de la ciudad y del fútbol sala de la comarca fueron claves a la hora de tomar esa decisión. Pablo Iglesias, con una gran oferta del Sevilla (sección del equipo de fútbol que desapareció poco después), abandonó el equipo, al que llegaron jóvenes talentos como Perce, Pumu, Vituco, Fer Seoane o Jacobo Castelo (en la actualidad en el Burela Pescados Rubén de la División de Plata).
Pero en diciembre de 2004, los malos reusltados del equipo obligaron a la directiva a prescindir de los servicios de Castillo. Julio Fernández Correa fue el encargado de sucederle en el cargo y con él llegarían los momentos más importantes de la historia del club. Su primera decisión fue dotar de un servicio de prensa al club que diera publicidad al equipo y fichó a dos jugadores brasileños que marcaran las diferencias: Cecilio Abade de Souza (a sus 41 años sigue jugando en el Pub Cotton Noia de Primera Nacional "A") y Marcelo Giovanni. El equipo comenzó a ganar partidos y consiguió finalizar la temporada 2004/2005 en la séptima posición.
La campaña 2005/2006 fue la mejor de su historia. La empresa constructora de origen venezolano Coinasa firmó con el club un contrato de patrocinio, pasando a denominarse el club Coinasa Coruña. La escuadra estaba formada por Pumu, Iván Buxía (hoy en el CK Mera de Primera Nacional "A"), Canoli (hoy en el Cidade de Narón de Primera Nacional "A"); Fran Torres (actual entrenador de Playas de Castellón), Luis Gómez, Rati, Perce; Manuel, Jacobo, Cecilio, Pablo Iglesias y Pana (hoy en el O Parrulo de Primera Nacional "A"). Canoli se rompió el lilgamento curzado el 30 de octubre de 2005 en Gáldar, y su puesto en el mercado invernal fue cubierto por Pose. Fran Torres también abandonó el club en enero. Los juveniles Alan y Zeus tuvieron la oportunidad de debutar. Al final el equipo finalizó en quinta posición, con entradas al Palacio de los Deportes de Riazor entre los 1.500 y 2.000 espectadores, gracias al fútbol sala ofensivo que imprimió Julio Fernández al equipo.
El otro punto de inflexión fue la campaña 2006/2007, aunque en esta ocasión de forma negativa. Julio Fernández optó por irse del equipo, y con él también el patrocinador. El club intentó hacer un esfuerzo para llamar la atención del empresariado coruñés para que invirtieran en el equipom y para ello firmó a jugadores de renombre como Edesio o Cupim, dos estrellas de la LNFS a lo largo de toda su historia. El entrenador fue Danilo Martins, destituido en diciembre por los malos resultados y por problemas extradeportivos en sus malas formas de actuación con jugadores, directivos y demás personal del club. Chipi ocupó su lugar, aunque el equipo ya estaba muy herido por los problemas económicas que comenzaba a arrastrar. La plantilla estaba compuesta por Pose, Welber, Pumu, Luis Gómez, Rati, Thiago Negri, Gustano Neri, Marcos Paulo, Alan, Jhony, Edesio, Cupim, Jacobo, Manuel y Júnior. En enero se fueron Júnior y Thiago Negri, y en febrero Gustavo Neri, despedido por su bajo rendimiento. El meta brasileño Paulinho y el cierre coruñés Roberto Paz fueron los fichajes. El equipo finalizó la temporada en la zona media-baja, y en verano renunció a la categoría por la imposibilidad de hacer frente al valor plaza.
En la temporada 2007/2009, el equipo militó en la Primera Nacional "A". Luis Gómez comenzó como entrenador-jugador y conformó una plantilla competitiva que, a mediados de diciembre marchaba en la décima posición. Pero una gran parte de los jugadores optaron entonces por abandonar el equipo por razones extradeportivas, y el equipo perdió todos sus partidos hasta final de temporada, llevándole a ocupar una de las plazas de descenso. Juan Jesús Martínez fue el entrenador en la última parte de campeonato y el Polideportivo del Barrio de las Flores (La Coruña) el escenario de sus partidos en esta tercera categoría nacional.
Cansados por la falta de opoyos tanto privados como institucionales, la directiva optó por regresar a la localidad de Cesuras para jugar en la Primera Nacional "B" en la temporada 2008/2009. Con una plantilla por jugadores amateurs, el equipo ha mostrado muy buenas sensaciones en su inicio liguero.
En la temporada 2010/2011 un equipo formado únicamente por juveniles creó un equipo paralelo con el nombre de O´Loureiro Mejorada, participando en la liga local de la Comunidad de Madrid y teniendo su sede en Mejorada del Campo. El día sábado 6 de noviembre comenzó su liga con unas buenísimas sensaciones.